# Айх (Радеформвальд)
Айх (нем. Eich) — отдельное небольшое поселение города Радеформвальд (район Обербергиш, административный округ Кёльн, земля Северный Рейн-Вестфалия, Германия).

## Положение и описание
Поселение Айх расположено на востоке Радеформвальда прямо на федеральной трассе 229, которая ведёт из Радеформвальда в Хальвер. Другими соседними поселениями являются Фельдмансхаус (Feldmannshaus), Штудберг (Studberg) и Ханенберг (Hahnenberg).
Водоток Кройцбах начинается северо-восточнее Айха, пересекает его и впадает в Эрленбах, которы, в свою очередь впадает в водохранилище Бевертальсперре. Айх является небольшой транспортной развязкой: отсюда (от федеральной трассы) дороги ведут в Ханенберг, Штудберг и Обершмиттензипен.
Политически поселение представлено своим прямым кандидатом от избирательного округа 180 в городском совете Радеформвальда.

## История
Впервые населённый пункт упоминается в документе 1518 года, когда его название было другим, а именно «Эккен». Так сказано в церковном документе: «Питер Эккен упоминается в церковных бумагах». В серии карт «Topographica Ducatus Montani», изданной в 1715 году индивидуальные хозяйства были внесены под названием «Айх». В 1828 г. «Айх» и располагавшийся рядом «Нижний Айх» ещё были отдельными поселениями.
22 октября 1993 года добровольная пожарная часть Радеформвальд-Ханненберг, находившаяся в Айхе, была выведена из эксплуатации и заменена новым зданием в Фельдманнсхаусе.

## Общественный транспорт
На федеральной дороге 229 рядом с посёлком установлены остановочные павильоны «Айх». Здесь останавливаются автобусы маршрутов 134, 337 и 626.

## Спорт и туризм
Рядом с Айхом находится гоночный участок для соревнований по мотокроссу.
Через поселение Айх проходит несколько маркированных туристских маршрутов:
- «R3» — пешеходный по высотам Радеформвальда[10]
- «На велосипеде в Радеформвальд»[11]

## Галерея

Виды в поселении Айх
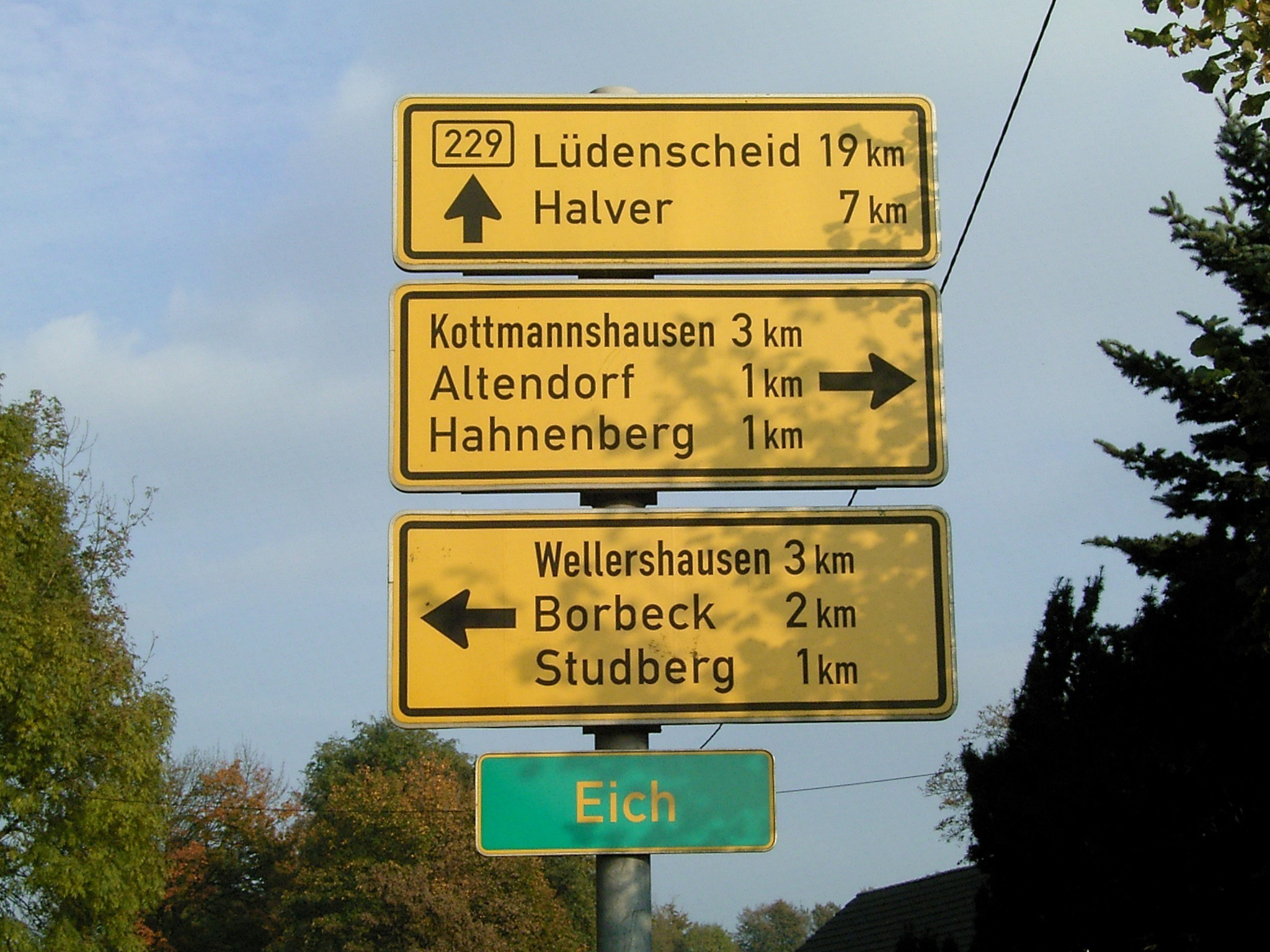
Перекрёсток дорог у Айха
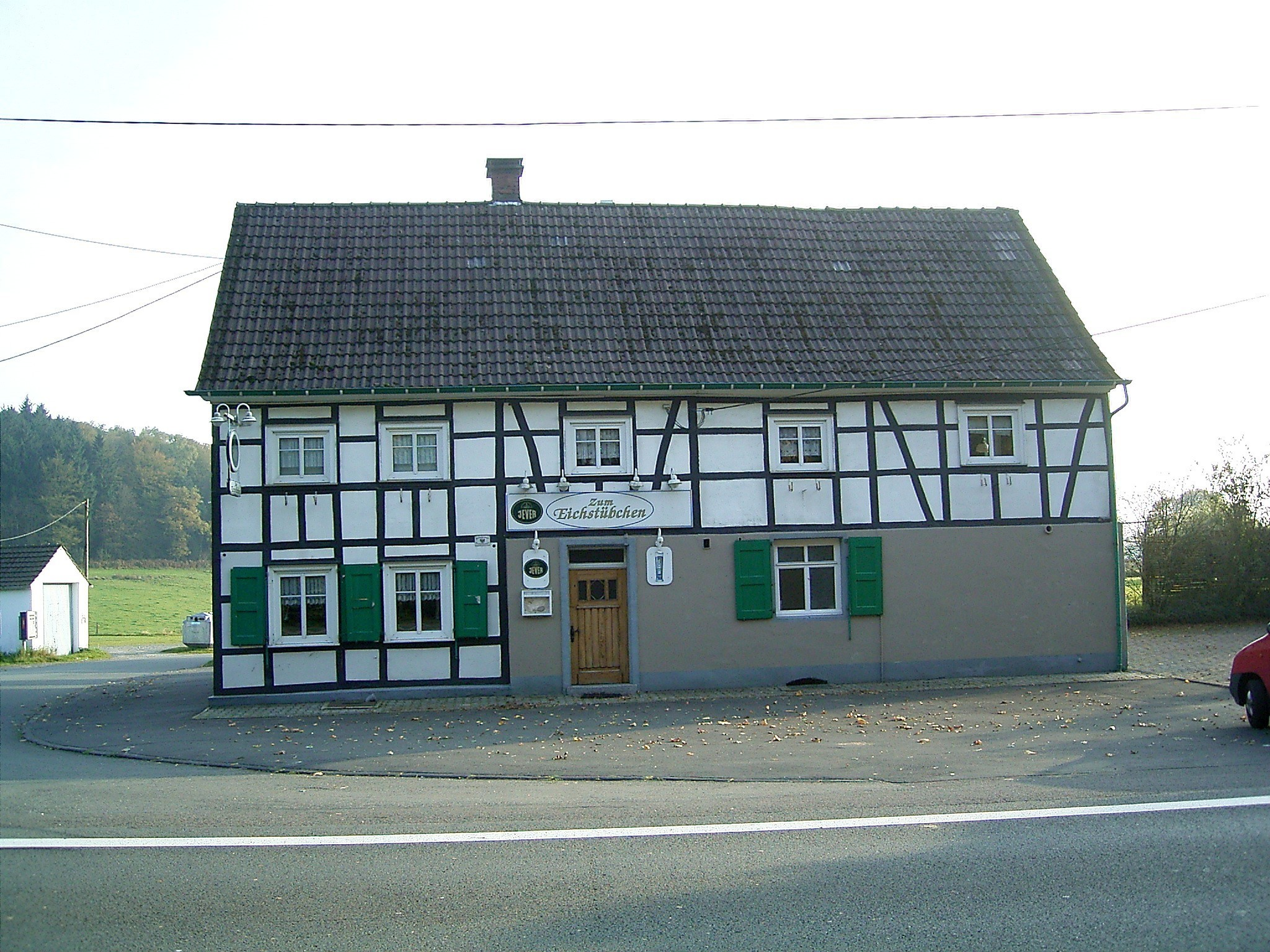
Гостиница-ресторан в центре Айха
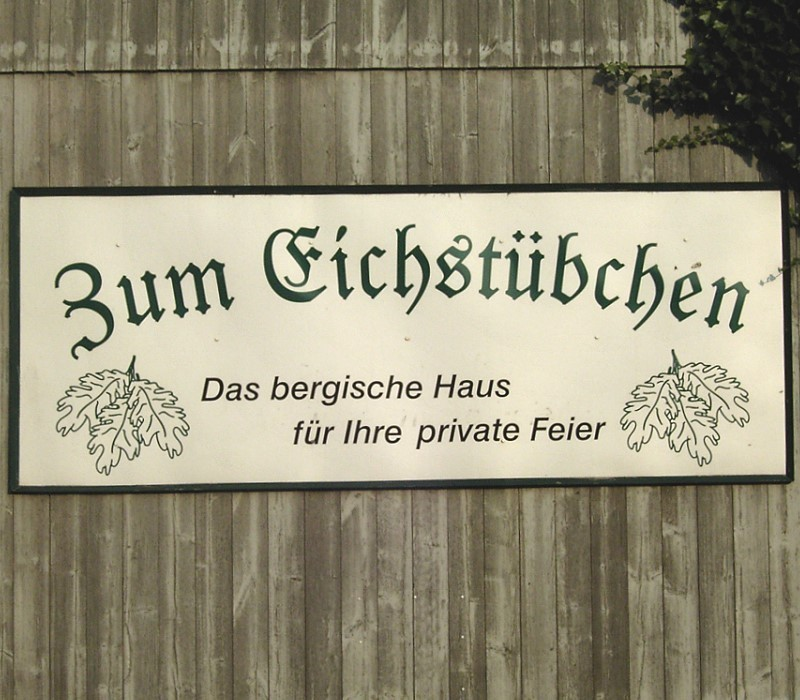
Приглашение к посетителя гостиницы
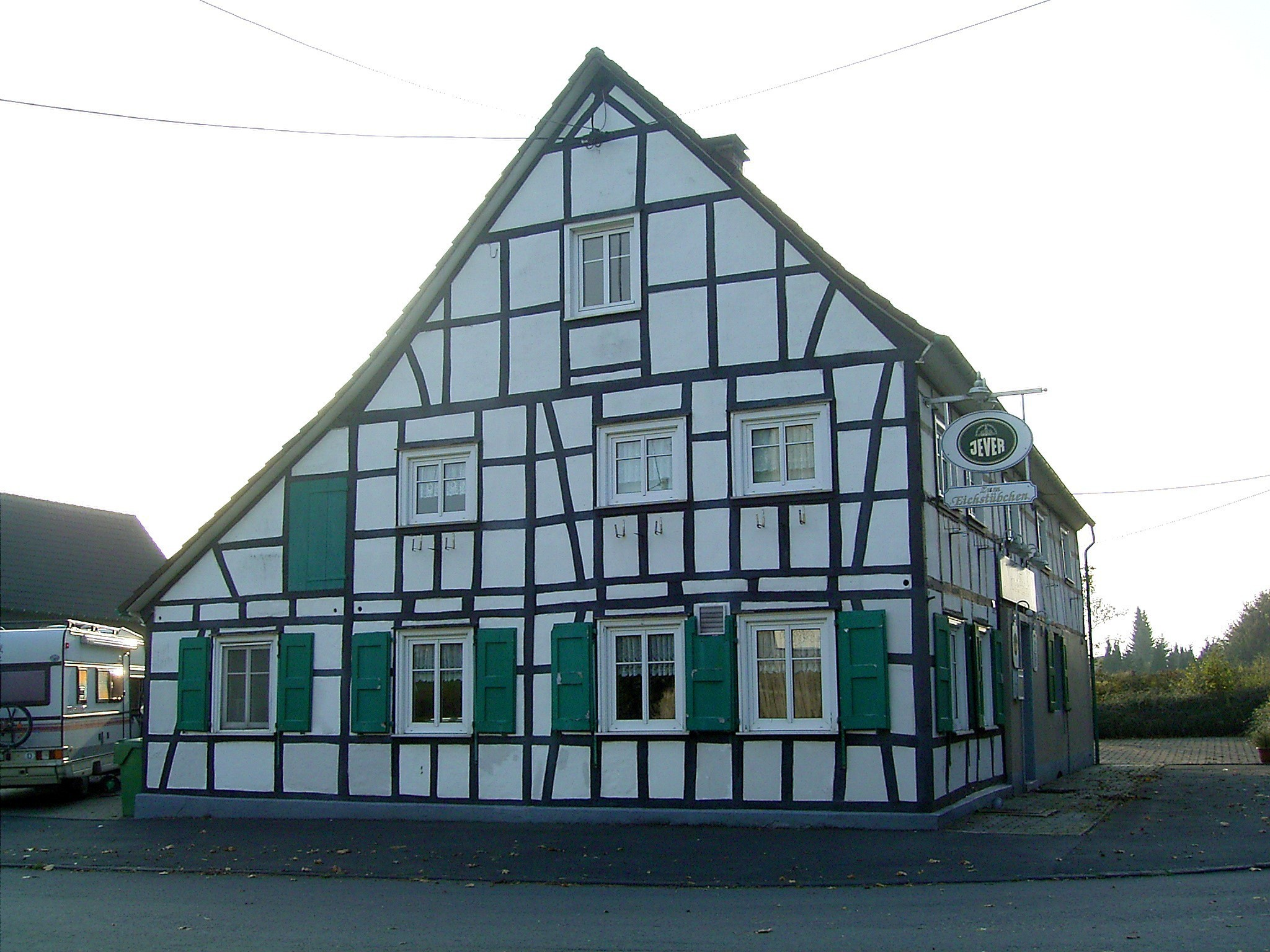
Вид гостиницы-ресторана с другой стороны